# I. Artatama
I. Artatama (szanszkritul: Ṛta-dhaman) a hurrik Mitanni királyság uralkodója volt az i. e. 15. század végén.
Kevéssé ismert király, mert nem sok kézirat maradt fent róla. Az Amarna-levelekben Artatamát ősként említik, aki szövetséget kötött az egyiptomi Thotmesszel. A rendelkezésünkre álló források modern értelmezése szerint Artatama akkor került a trónra, amikor a mitanni királyságot a hettita invázió erősen meggyengítette.
Két háború, veszélyeivel szembesülve Artatama felkereste II. Amenhotepet azzal, hogy felajánlja a szíriai területek megosztását. Ezen régi konfliktus békés megoldása politikai és katonai szövetséggé válhatott volna, de az egyiptomiak szerint Artatama át akarta verni őket, és évekig nem egyeztek bele. IV. Thutmosz házasságot akart kötni Artatama király lányával, de ismeretlen okokból Artatama elutasította ezt az ajánlatot. Az egyiptomiaknak hét egymást követő házassági javaslatot kellett benyújtaniuk, mire Artatama végül beleegyezett.